# 安和
安和（、あんわ）は、日本の元号の一つ。康保の後、天禄の前。968年から970年までの期間を指す。この時代の天皇は冷泉天皇、円融天皇。

## 改元
- 康保5年8月13日（ユリウス暦968年9月8日）：改元。
- 安和3年3月25日（ユリウス暦970年5月3日）：天禄に改元。

## 安和期に起きた出来事
元年
- 8月：京辺の山野の盗賊を追捕する。

2年
- 3月26日：安和の変により、左大臣源高明が大宰権帥に左遷され、これにより藤原氏の他氏排斥が完了し圧倒的支配体制が完成。

## 西暦との対照表
※は小の月を示す。
| 安和元年（戊辰） | 一月※    | 二月 | 三月※ | 四月  | 五月  | 六月※   | 七月 | 八月※ | 九月  | 十月※ | 十一月※ | 十二月 |          |
| ---------------- | -------- | ---- | ----- | ----- | ----- | ------- | ---- | ----- | ----- | ----- | ------- | ------ | -------- |
| ユリウス暦       | 968/2/2  | 3/2  | 4/1   | 4/30  | 5/30  | 6/29    | 7/28 | 8/27  | 9/25  | 10/25 | 11/23   | 12/22  |          |
| 安和二年（己巳） | 一月※    | 二月 | 三月  | 四月※ | 五月  | 閏五月※ | 六月 | 七月  | 八月※ | 九月  | 十月※   | 十一月 | 十二月※  |
| ユリウス暦       | 969/1/21 | 2/19 | 3/21  | 4/20  | 5/19  | 6/18    | 7/17 | 8/16  | 9/15  | 10/14 | 11/13   | 12/12  | 970/1/11 |
| 安和三年（庚午） | 一月※    | 二月 | 三月※ | 四月  | 五月※ | 六月    | 七月 | 八月※ | 九月  | 十月  | 十一月※ | 十二月 |          |
| ユリウス暦       | 970/2/9  | 3/10 | 4/9   | 5/8   | 6/7   | 7/6     | 8/5  | 9/4   | 10/3  | 11/2  | 12/2    | 12/31  |          |